# Arsenał w Augsburgu
Arsenał w Augsburgu (niem. Zeughaus, das Waffenarsenal der Stadt; pol.: zbrojownia, arsenał miejski) – stary arsenał w centrum Augsburga przy Zeughausplatz 4. Obecnie w Zeughaus znajduje się Miejska Szkoła Muzyczna i Wokalna im. Alberta Greinera, restauracja z dużym ogródkiem piwnym – "Zeughausstuben", sala kinowa na poddaszu oraz centrum wystawowe w sali toskańskiej.

## Historia
Budynek wzniesiony w latach 1602-07 pod kierownictwem Eliasa Holla. Aż do wcielenia Augsburga do Bawarii w budynku znajdował się arsenał miejski. Po 1806 roku stał się siedzibą bawarskiego oddziału artylerii. W latach 1899–1978 mieściła się w Zeughaus główna remiza straży pożarnej. Od 1980 roku, przez 25 lat, znajdowały się tu "Ludowa Szkoła Wyższa", a następnie szkoła muzyczna.

## Architektura
Zeughaus to sześciokondygnacyjny budynek, złożony z dwóch skrzydeł, tworzących literę "L". Do utworzonego w ten sposób kąta przylega wieża z klatką schodową. Wschodnia fasada została zaprojektowana przez malarza i architekta Josepha Heintza. Ozdabiają ją "Grupa św. Michała", inskrypcja: "BELI INSTRUMENTO, PACIS FIRMAMENTO" (środki wojenne, podporą pokoju) a zwieńcza Zirbelnuss (godło Augsburga – szyszka limbowa). Drzwi fasady wschodniej prowadzą do Toskańskiej Sali Kolumnowej, w której odbywają się obecnie wystawy.

### Grupa Świętego Michała
Grupa św. Michała to barokowa rzeźba autorstwa rzeźbiarza Hansa Reichle'a wykonana z brązu. Została odlana przez Wolfganga Neidharta z ponad 198 cetnarów brązu (9900 kg). Główna część przedstawia Archanioła Michała z mieczem powalającego i depczącego lucyfera. Po jego prawej stronie znajduje się anioł, siedzący na elementach wyposażenia wojskowego, który trzyma sztandar. Po drugiej stronie stoją dwa aniołki.  Jeden z nich trzyma włócznię.